# Cúc bạc
Cúc bạc hay cỏ bạc lá, ngân đầu (danh pháp: Thespis tonkinensis) là một loài thực vật có hoa trong họ Cúc. Loài này được Gagnep. mô tả khoa học đầu tiên năm 1921.